# Celos (film)
Pour plus de détails, voir Fiche technique et Distribution.
Celos est un film espagnol réalisé par Vicente Aranda, sorti en 1999.

## Fiche technique
- Titre : Celos
- Réalisation : Vicente Aranda
- Scénario : Vicente Aranda et Álvaro del Amo
- Photographie : José Luis Alcaine
- Musique : José Nieto
- Pays d'origine : Espagne
- Format : Couleurs - 1,85:1 - Dolby Digital
- Genre : drame
- Durée : 105 minutes
- Date de sortie : 1999

## Distribution
- Aitana Sánchez-Gijón : Carmen
- Daniel Giménez Cacho : Antonio
- María Botto : Cinta Vidal
- Luis Tosar : Luis
- Andrés Lima : Mirindas
- Unax Ugalde (voix)